# Darude
Ville Virtanen, född 17 juli 1975 i Eura, mer känd under artistnamnet Darude, är en finländsk DJ och producent inom elektronisk dansmusik, som exempelvis trance och dancemusik.
Hans musikkarriär startade när han gick i skolan och började använda datorer och lät tiden fortgå med att göra musik i happy hardcore-stuk. Han fann det ändå frustrerande med de gränser som datorer och musikstilen innebar och efter skolan började han göra musik i en studio istället. Detta har han själv beskrivit som "mitt bästa val i livet"
Hans mest kända låten är "Sandstorm", som släpptes 2000 i Sverige. Även låten "Feel the Beat" är känd internationellt.
Darude representerade Finland i Eurovision Song Contest 2019 med bidraget Look Away.

## Diskografi (urval)

### Studioalbum
- 2000 – Before the Storm
- 2003 – Rush med låten Music
- 2007 – Label This!
- 2015 – Moments

### Singlar
- 2000 – "Sandstorm"
- 2000 – "Feel the Beat"